# Aire urbaine de la baie de Tampa
L'Aire urbaine de la baie de Tampa (en anglais : Tampa Bay Area, ce qui signifie en français : « aire (ou région) de la baie de Tampa ») est une région métropolitaine et statistique située dans l'État de Floride aux États-Unis. La région tire son nom de la baie de Tampa qui appartient au golfe du Mexique. D'un point de vue démographique, avec ses 2 723 949 habitants en 2007, la région est classée à la 19e position des zones métropolitaines les plus peuplées des États-unis. D'une superficie de 411,71 km2, l'altitude de la région varie de 0 à 36,5 mètres.
La région est composée des comtés de Hernando, de Hillsborough, de Pasco et de Pinellas. Selon certaines définitions, la région englobe parfois également les comtés de Citrus, de Manatee, de Sarasota et de Polk. Cette zone élargie peut ainsi atteindre près de quatre millions d'habitants.
Les principales cités de la région (plus de cent mille habitants) sont Clearwater, St. Petersburg et Tampa. Parmi les autres cités de moindres importances se trouvent Bradenton, Largo, Lakeland et Sarasota.
La population est à 76 % blanche, à 11 % hispanique et à 11 % afro-américaine. Les Hispaniques sont en grande majorité d'origine mexicaine, portoricaine et cubaine. L'âge moyen de la population est proche de 41 ans.
Côté enseignement universitaire, la région accueille l'université du Sud de la Floride, le Florida College, le Clearwater Christian College, l'Eckerd College et l'université de Tampa.
La région est desservie par l'aéroport international de Tampa qui transporte chaque année près de dix-neuf millions de passagers. Du côté ferroviaire, la région est desservie par CSX Transportation dont le réseau relie le nord du pays et le Canada. Les autoroutes principales de la région sont l'Interstate 4, l'Interstate 75 et l'Interstate 275 mais il existe également plusieurs autres autoroutes parfois payantes.